# Rock Cup 2021
La Rock Cup 2021 fue la edición número 64 de la copa de fútbol de Gibraltar. Desde la edición 2017 el torneo pasó a llamarse Gibtelecom Rock Cup por un contrato firmado entre la Asociación de Fútbol de Gibraltar y la empresa de telecomunicaciones Gibtelecom el 13 de diciembre de 2016. En esa temporada la copa fue disputada por doce clubes.  
Europa es el campeón defensor después de derrotar al Gibraltar United por 3-0 en la final de 2019. No hubo ganador en 2020, ya que el torneo fue abandonado después de 2 rondas debido a la pandemia de COVID-19.
El torneo empezó el 6 de abril de 2021 con los partidos de la primera ronda  y terminó con la final el 19 de mayo del mismo año. 
El campeón garantizó un cupo en la Liga Europa Conferencia de la UEFA 2021-22.

## Primera ronda
| Equipo 1         | Resultado                                                | Equipo 2        | Fecha              | Estadio          |
| ---------------- | -------------------------------------------------------- | --------------- | ------------------ | ---------------- |
| Bruno's Magpies  | 1−2 Archivado el 12 de abril de 2021 en Wayback Machine. | St Joseph's     | 6 de abril de 2021 | Estadio Victoria |
| Europa           | 10−0                                                     | Europa Point    | 6 de abril de 2021 | Estadio Victoria |
| Glacis United    | 6−1                                                      | Hound Dogs      | 7 de abril de 2021 | Estadio Victoria |
| Lincoln Red Imps | 6−0                                                      | Gibraltar Lions | 7 de abril de 2021 | Estadio Victoria |

## Cuartos de final
| Equipo 1         | Resultado                                                | Equipo 2     | Fecha               | Estadio          |
| ---------------- | -------------------------------------------------------- | ------------ | ------------------- | ---------------- |
| Europa           | 3−0 Archivado el 13 de abril de 2021 en Wayback Machine. | St Joseph's  | 13 de abril de 2021 | Estadio Victoria |
| Manchester 62    | 1−1 (5-4 pen.)                                           | College 1975 | 13 de abril de 2021 | Estadio Victoria |
| Glacis United    | 1−1 (4-2 pen.)                                           | Mons Calpe   | 14 de abril de 2021 | Estadio Victoria |
| Lincoln Red Imps | 2−1                                                      | Lynx         | 14 de abril de 2021 | Estadio Victoria |

## Semifinales
| Equipo 1         | Resultado | Equipo 2      | Fecha               | Estadio          |
| ---------------- | --------- | ------------- | ------------------- | ---------------- |
| Lincoln Red Imps | 3−0       | Europa        | 20 de abril de 2021 | Estadio Victoria |
| Manchester 62    | 0−1       | Glacis United | 21 de abril de 2021 | Estadio Victoria |

## Final
| 19 de mayo de 2021 | Lincoln Red Imps                  | 2:0 (2:0) | Glacis United | Estadio Victoria, Gibraltar |             |
| 19:00 (CEST)       | - Gómez Bernal 4' - Carralero 19' | Reporte   |               | Árbitro(s):                 | Árbitro(s): |

### Campeón
| Campeón: Lincoln Red Imps 18º título |

## Goleadores
- Actualizado el 19 de abril de 2021.

| Pos. | Jugador         | Equipo           | Goles |
| ---- | --------------- | ---------------- | ----- |
| 1    | Dylan Borge     | Europa           | 4     |
|      | Adrián Gallardo | Europa           | 4     |
| 3    | Lee Casciaro    | Lincoln Red Imps | 3     |
| 4    | Liam Walker     | Europa           | 2     |
|      | Mikey Yomer     | Europa           | 2     |
|      | Salvatore Gallo | Glacis United    | 2     |
|      | Miguel Londero  | Glacis United    | 2     |